# Sladki Vrh
Sladki Vrh este o localitate din comuna Šentilj, Slovenia, cu o populație de 846 de locuitori.